# Südosteuropa

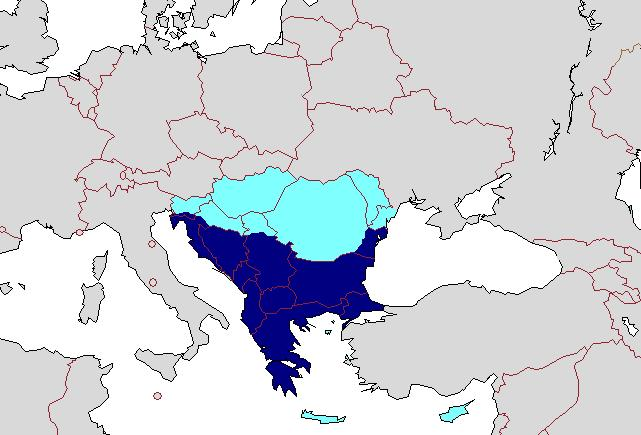
Die Balkanhalbinsel
Die (im weitesten Sinn) als südosteuropäisch bezeichneten Staaten bzw. Regionen

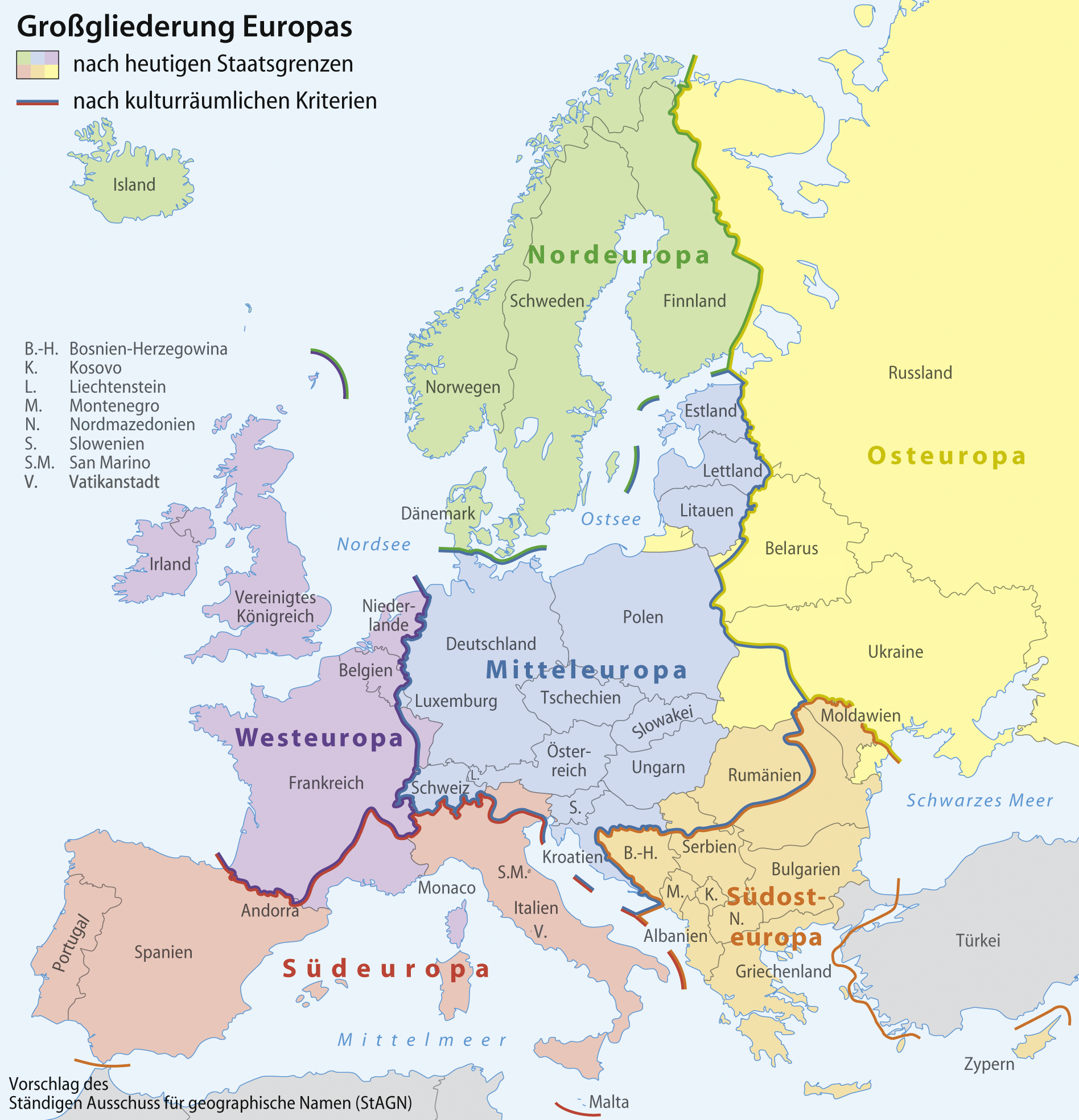
Vorschlag des deutschen Ständigen Ausschusses für geographische Namen zur Abgrenzung von Südosteuropa

Südosteuropa bezeichnet die Länder im Südosten Europas, wobei die Abgrenzung je nach Kontext unterschiedlich ist. Der Begriff Balkan oder Balkanhalbinsel wird oft synonym dazu verwendet, das jeweilige Gebiet ist jedoch nicht deckungsgleich.

## Staaten
Für den umstrittenen Begriff Südosteuropa wird in der geographischen wie historischen Forschung meist eine topographische Einteilung verwendet, die dem Begriff die Staaten der Balkanhalbinsel zuzüglich der Pannonischen Tiefebene sowie des transkarpatischen Raums zwischen unterer Donau und Dnister zuordnet. Südosteuropa im weiteren geographischen und politischen Sinne umfasst die folgenden Staaten:
| Staat                         |
| ----------------------------- |
| Albanien                      |
| Bosnien und Herzegowina       |
| Bulgarien                     |
| Griechenland                  |
| Kosovo                        |
| Kroatien                      |
| Moldau                        |
| Montenegro                    |
| Nordmazedonien                |
| Rumänien                      |
| Serbien                       |
| Slowenien                     |
| Türkei (nur Ostthrakien)      |
| Türkische Republik Nordzypern |
| Transnistrien                 |
| Ungarn                        |
| Zypern                        |

Mitunter werden auch Zypern, das de facto unabhängige Gebiet der Türkischen Republik Nordzypern und die Türkei (Staaten, die eigentlich zu Asien zählen), sowie der Budschak (Ukraine) zu Südosteuropa gerechnet. Insgesamt handelt es sich in etwa um eine Fläche von über 960.000 km² mit rund 90 Millionen Einwohnern.

### Zusammenarbeit und Bündnisse
Alle anerkannten Staaten Südosteuropas nehmen an der OSZE teil, sind Mitglied des Europarates und der Europäischen Bank für Wiederaufbau und Entwicklung, letzterer gehört auch Kosovo an. Mit Ausnahme Griechenlands und der Türkei sind oder waren bis zu ihrem Beitritt zur Europäischen Union alle Staaten Südosteuropas und der Kosovo Mitglieder des Mitteleuropäischen Freihandelsabkommens (CEFTA). Die Staaten Südosteuropas – mit Slowenien, ohne Ungarn – sind die Mitglieder des Kooperationsrats für Südosteuropa (SEECP).
| Staat                   | EU-Status                           | Teilnehmer an Kooperationen                | Lage                      |
| ----------------------- | ----------------------------------- | ------------------------------------------ | ------------------------- |
| Albanien                | Beitrittskandidat, SAA              | SMWK, OIC, NATO                            | Süd(ost)europa            |
| Bosnien und Herzegowina | Beitrittskandidat, SAA              | (OIC-Beobachter), (NATO-Beitrittskandidat) | Südosteuropa              |
| Bulgarien               | Mitglied seit 2007                  | SMWK, NATO                                 | Südosteuropa              |
| Griechenland            | Mitglied seit 1981                  | SMWK, OECD, NATO                           | Süd(ost)europa            |
| Kosovo                  | potenzieller Beitrittskandidat, SAA |                                            | Südosteuropa              |
| Kroatien                | Mitglied seit 2013                  | (SMWK-Beobachter), NATO                    | Südosteuropa              |
| Moldau                  | Beitrittskandidat                   | SMWK, GUS, GUAM                            | Südosteuropa (Osteuropa)  |
| Montenegro              | Beitrittskandidat, SAA              | NATO                                       | Südosteuropa              |
| Nordmazedonien          | Beitrittskandidat, SAA              | NATO                                       | Südosteuropa              |
| Rumänien                | Mitglied seit 2007                  | SMWK, NATO                                 | Südosteuropa              |
| Serbien                 | Beitrittskandidat, SAA              | SMWK                                       | Südosteuropa              |
| Slowenien               | Mitglied seit 2004                  | OECD, NATO                                 | Mitteleuropa/Südosteuropa |
| Türkei                  | Beitrittskandidat                   | SMWK, OECD, OIC, G20, NATO, ECO, D-8       | Südosteuropa/Vorderasien  |
| Ungarn                  | Mitglied seit 2004                  | OECD, NATO                                 | Mitteleuropa              |

## Bezeichnung

### Geschichte der Bezeichnung
Die vom Albanien-Forscher Johann Georg von Hahn (1811–1869) eingeführte Bezeichnung Südosteuropa wurde zeitweilig als Alternative zum (engeren) Balkanbegriff verwendet. In der deutschsprachigen (und Teilen der ausländischen) Forschung hat sich jedoch im Verlauf des 20. Jahrhunderts der weiter gefasste Südosteuropa-Begriff etabliert. Ähnlich wie beim Balkanraum ist auch die Abgrenzung Südosteuropas im Nordwesten, gegenüber Ostmitteleuropa (einem ebenfalls umstrittenen Begriff), problematisch. Es gibt nämlich keine eindeutigen und allseits akzeptierten geographischen oder historischen Trennungslinien. Unter diesen Umständen muss Südosteuropa als Arbeitsbegriff verstanden werden, der entsprechend dem jeweiligen Untersuchungsgegenstand und -zeitraum zu modifizieren ist.
Der Begriff Südosteuropa gewann insbesondere während des Nationalsozialismus an Bedeutung. Er wurde in der Zwischenkriegszeit von Proponenten der deutschen Ostforschung und Geopolitik als Gegenbegriff zum Balkan eingeführt, der aus Sicht der deutschen Außenpolitik mit negativen und unerwünschten Konnotationen behaftet war. So warnte etwa Franz von Papen in seinen Memoiren vor einer „Balkanisierung Mitteleuropas“. Während der Balkan für eine orientalische Vergangenheit, Desorganisation, politische Instabilität und ein „Völkergewirr“ stand, symbolisierte Südosteuropa dagegen eine „fortschrittliche“ Ordnung unter deutscher Hegemonie, die einen Beitrag zur „Zivilisierung“ und „Europäisierung“ der Region leistete.
Im 1934 erschienenen Aufsatz Der Südostraum in der Konzeption Mitteleuropas (ZfG, Heft 3, 1934, S. 162–164) versucht sich Rupert von Schumacher an einer Abgrenzung Südosteuropas von „Mitteleuropa“, einem anderen geopolitischen Kampfbegriff, der für die Nachfolgestaaten der Habsburger-Monarchie verwendet wurde. Von Schumacher betrachtete „den Raum“ als den einzig stabilen Faktor im Balkan und wies auf den „Doppelcharakter“ von Kroaten und Ungarn hin. Die Balkanvölker seien als „biologisch und politisch unzuverlässige Faktoren“ zu werten.
Dieser Weltanschauung zufolge sollte der „Ergänzungsraum Südosteuropa“ als Lieferant von Rohstoffen und Arbeitskraft sowie als Abnehmer von deutschen Industrie-Erzeugnissen in einen deutsch dominierten „Großwirtschaftsraum Europa“ eingebunden werden. Im Jahr 1940 verkündete die deutsche Presse, dass „der Balkan tot sei“ und „Südosteuropa geboren wurde“ (Tagespost, 2. November 1940).
Die Umschreibung Südosteuropas als „Arbeitsbegriff“ findet sich erstmals in einem Aufsatz des NSDAP-Mitglieds und Begründers der völkischen „Südostforschung“, Fritz Valjavec (Südosteuropa und Balkan, Südostforschung 7, 1942, S. 1). Laut Valjavec liegen die Unterschiede zwischen der Balkan- und Südostforschung darin, dass die Balkanforschung „das Vorhandensein balkanischer Zusammenhänge“ erfordere, dagegen sei „für die Südosteuropaforschung nicht die Einheit Südosteuropas arbeitsmäßige Voraussetzung, sondern die Einheit der Betrachtung des Forschungsganges entsprechend der Tatsache, dass Südosteuropa im heutigen Sinne in erster Linie (nicht ausschließlich!) ein Arbeitsbegriff ist“.
Zwecks Beeinflussung und Ausnutzung der Balkan-Staaten wurde 1940 in Wien von der NS-Bürokratie die Südosteuropa-Gesellschaft (SOEG) gegründet. Sie konkurrierte mit dem Mitteleuropäischen Wirtschaftstag (MWT), einem von deutschen Großbanken und -unternehmen getragenen Verband, der mit wirtschaftlichen Mitteln langfristig eine Abhängigkeit Südosteuropas von Deutschland etablieren wollte.
Anfang der 1940er Jahre wurden Schwierigkeiten bei der Abgrenzung des Begriffes offenbar:
- Franz Ronneberger tadelte die schwammige und inkonsequente Verwendung des Begriffes durch Autoren wie Hermann Ullmann und Otto Leibrock (Franz Ronneberger: Der Politische Südosteuropa-Begriff. In: Reich, Volksordnung, Lebensraum. Zeitschrift für völkische Verfassung und Verwaltung. Bd. VI, 1943, S. 68–69). Insbesondere Leibrock verwendete in seinem Buch „Der Südosten, Großdeutschland und das Neue Europa“ wahlweise die Begriffe „Donau-Balkanländer“ und „Donau-Balkanraum“ und zog deswegen Ronnebergers Kritik auf sich.

- Hermann Gross vertrat die Ansicht, dass der Begriff nur auf „relativ dünn besiedelte“ Gebiete mit rückständiger Industrie und unterentwickelter Landwirtschaft anwendbar sei. Dazu zählten seiner Meinung nach Ungarn, Rumänien, Bulgarien, Jugoslawien, Albanien, Griechenland und die Türkei.

- Der Diplomat und Südost-Experte Ulrich von Hassell unterschied zwischen den politischen und geographischen Grenzen Südosteuropas. Politisch zählte er Ungarn, Kroatien (NDH), Serbien, Montenegro, Rumänien, Bulgarien und Griechenland dazu, geographisch auch die Slowakei, Albanien und die europäische Türkei. Letztere bedürften jedoch aus politischen Gründen einer besonderen Behandlung (G. Hass und W. Schumann (Hg.): Anatomie der Aggression. Neue Dokumente zu den Kriegszielen des faschistischen deutschen Imperialismus im Zweiten Weltkrieg. Berlin, 1972).

- Franz Tierfelder bezeichnete das Gebiet südlich der Linie Triest-Odessa als „Südosteuropäische oder Balkan-Halbinsel im weitesten Sinne“. Zu Südosteuropa im engeren Sinne zählte er Jugoslawien, das „rumänische Altreich“ (Rumänien in den Grenzen vor dem Ersten Weltkrieg), Bulgarien, Albanien, Griechenland und die europäische Türkei. Dabei dürfe man nicht außer Acht lassen, dass das nördliche Kroatien „in den mitteleuropäischen Raum hineinrage“. Tierfelder unterschied nach historischen Kriterien zwischen Völkern, die „nur Balkanvölker“ seien (Jugoslawen, Bulgaren, Rumänen, Griechen und Albaner), und jenen, die „auch Balkanvölker“ seien (Ungarn und Türken). Ronneberger kritisierte Tierfelder wegen der Zuordnung von Slowenen und Kroaten zu den Balkanvölkern, diese gehörten seiner Ansicht nach weder geographisch noch geschichtlich-kulturell dazu.
- Für den Ökonomen Hans-Jürgen Seraphim hing die Definition Südosteuropas vor allem davon ab, ob man den Raum von einem kulturellen, politischen, wirtschaftlichen oder geographischen Standpunkt aus betrachtete. Seraphim vertrat eine wirtschaftliche Sicht und schlug vor, all diejenigen Balkan-Staaten zu Südosteuropa zu zählen, die zu einer wirtschaftlichen Zusammenarbeit mit Deutschland bereit seien. Die Definition des Südosteuropa-Begriffes müsse gegebenenfalls anhand dieses Kriteriums erweitert werden.

Trotz gegenteiliger Bemühungen um eine Standardisierung des Begriffes gelangte Ronneberger 1943 zu dem Schluss, dass es sich bei Südosteuropa um eine deutsche „Definition des politischen für unseren Zweck“ handele. Da man es bei diesem Raum nicht mit einer „reinen“ und objektiven Wissenschaft, wie etwa der Mathematik oder den Naturwissenschaften, zu tun habe, sondern mit einem überaus politischen Wissenschaftszweig, sei die Zuordnung eines Volkes zu einem bestimmten kulturellen und wirtschaftlichen „Machtkreis“ mit einer politischen Entscheidung verbunden.

### Überschneidung mit anderen Begriffen
In Überschneidung mit den Begriffen „the Balkans“' und „Southeastern Europe“ werden in der angelsächsischen Literatur auch die Termini „Eastern Europe“ oder „East-Central Europe“ zur Bezeichnung der bis Ende 1989 sozialistischen und von der Sowjetunion abhängigen Staaten verwendet.
Von Christian Giordano und anderen Wissenschaftlern wird eine der sechs historischen Regionen Europas „Südosteuropa“ genannt. Dieser Großraum wurde maßgeblich vom Byzantinischen und später vom Osmanischen Reich geprägt. Das osmanische feudale Landaufteilungssystem (Tımar) und die häufig praktizierte Subsistenzwirtschaft verhinderten über Jahrhunderte den Anschluss an die wirtschaftliche Entwicklung Nordwesteuropas.

## Geschichte
In der deutschen Geschichtswissenschaft wird Südosteuropa neben Ostmitteleuropa und dem ostslawischen Siedlungsraum (mit Schwerpunkt Russland) als eine der drei historischen Teilregionen Osteuropas behandelt. Die Schwierigkeiten bei der geographischen wie historischen Begriffsbestimmung resultieren aus der Tatsache, dass Südosteuropa – trotz seiner geographischen Differenziertheit im Inneren – an den Peripherien verkehrsoffen ist und das wichtigste Bindeglied zwischen Mitteleuropa und Vorderasien bildet. Seit Jahrtausenden fungierte es als Durchzugsgebiet und Brücke zwischen zwei Kontinenten. „Südost-Europa und Kleinasien bilden zusammen gewissermaßen eine Kulturbrücke von eminenter Wichtigkeit seit der Entstehung der ältesten Hochkulturen“ (Valjavec).

### Völkerwanderungen
Im Unterschied zu den beiden anderen historischen Teilregionen Osteuropas weist Südosteuropa antike Kulturgrundlagen auf, die allerdings im Verlauf des Mittelalters und der Neuzeit durch neue Einwanderer und Großmachtbildungen weitgehend verdrängt, umgestaltet und überformt wurden. Mit der auf byzantinischem Reichsboden Ende des 6. Jahrhunderts einsetzenden slawischen Landnahme sind die ethnischen Strukturen des Raumes grundlegend verändert worden und über ein Jahrtausend nicht mehr zur Ruhe gekommen. Die Reste der vor-slawischen Bevölkerung in Südosteuropa (Griechen, Albaner und Rumänen, beziehungsweise deren Vorfahren) lebten zeitweilig weit gestreut und befanden sich gegenüber den Slawen in der Defensive. Mit dem Eindringen weiterer Reiternomaden und mit der ungarischen Landnahme Ende des 9. Jahrhunderts wurde die ethnografische Karte der Region erneut umgestaltet.

### Ethnien und Konfessionen

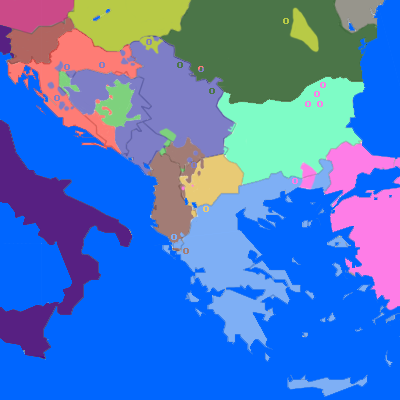
Ethnografische Karte Südosteuropas

Mitte des 14. Jahrhunderts erfolgte von Kleinasien her die Expansion des Osmanischen Reiches. Zwei Jahrhunderte später drang die Habsburgermonarchie in umgekehrter Richtung in den Raum vor. Beide Vorgänge haben die ethnische Instabilität begünstigt (Migrationen). „Nationale“ Autochthonität und ethnische Kontinuität, die seit der Nationsbildung zum obersten Credo erhoben wurden, erweisen sich zumeist als reine Fiktionen.
Heute leben in Südosteuropa mindestens zwölf „staatstragende“ Nationen: Albaner, Bosniaken, Bulgaren, Griechen, Kroaten, Magyaren, Mazedonier, Montenegriner, Rumänen, Serben, Slowenen und Türken, dazu eventuell die Moldauer, die zwischen eigener Nation und Zugehörigkeit zum Rumänentum schwanken. Die meisten „Staatsvölker“ bilden außerhalb ihres staatlichen Territoriums zugleich nationale Minderheiten. Darüber hinaus existiert eine Vielzahl anderer ethnischer Gruppen, die innerhalb der Region keinen eigenen Staat besitzen. Die meisten Nationen reklamieren eine eigenständige Schriftsprache, wobei die Unterschiede zwischen den einzelnen Standardsprachen teilweise gering sind.
Konfessionell gliedert sich Südosteuropa in einen christlichen (im Westen und Norden römisch-katholisch, sonst orthodox) und einen islamischen Teilraum.

### Abgeschnittenheit vom Rest Europas
Über fast ein halbes Jahrtausend hinweg war ein Großteil Südosteuropas von den Entwicklungen im abendländischen Europa abgeschnitten. Je nach geographischer Lage befanden sich die einzelnen Teilregionen anderthalb bis fünf Jahrhunderte unter direkter oder (wie im Falle Siebenbürgens und der Fürstentümer Walachei und Moldau) unter indirekter osmanischer Herrschaft. Während dieser langen Periode wurde die spätmittelalterliche byzantinisch-orthodoxe Kultur des Balkanraums konserviert oder stellenweise (vor allem im albanischen Siedlungsraum, in Bosnien-Herzegowina und Südwest-Bulgarien) islamisch überformt. Diese altbalkanischen, patriarchalisch geprägten Zonen mit ihren islamisierten Teilregionen unterscheiden sich nicht nur scharf von der ostalpinen Kulturzone mit ihrem mitteleuropäischen Charakter, sondern auch von der pannonischen Kulturzone und der adriatischen Küstenzone mit ihrer romanisch-slawischen Kultursymbiose.

### Staatenbildung
Die Anfänge der heutigen Staaten reichen in das 19. Jahrhundert zurück, als der innere und äußere Machtzerfall des Osmanischen Reiches in die Endphase trat. Infolge von Aufständen, Kriegen und Interventionen der rivalisierenden europäischen Großmächte wurde der Herrschaftsbereich der Osmanen in Europa schrittweise zurückgedrängt.
Als gegen Ende des Ersten Weltkriegs auch der österreichisch-ungarische Vielvölkerstaat zerfiel, war der Weg zu einer grundlegenden Neugestaltung der politischen Landkarte Südosteuropas frei. Die politischen Führungsschichten der Region warteten alle mit territorialen Maximalforderungen auf, die sich wechselseitig überschnitten und teils mit ethnischen, teils mit historischen, von Fall zu Fall auch mit wirtschaftlichen und strategischen Argumenten „legitimiert“ wurden. Eine Grenzziehung, die den Prinzipien des „Selbstbestimmungsrechts der Völker“ entsprochen hätte, war angesichts der zahlreichen ethnischen Gemengelagen weder möglich (zumindest nicht auf der Grundlage des Territorialprinzips), noch wurde sie angestrebt.
Aus den Balkankriegen und dem Ersten Weltkrieg gingen vor allem Serbien, Rumänien und Griechenland gestärkt hervor.

### Politische Zerrissenheit
Das Ergebnis der politischen Neugliederung war die Entstehung zweier heterogener Großstaaten (Jugoslawien und Rumänien), eine anhaltende politische Spaltung des Donau-Balkan-Raums und der Fortbestand zahlreicher außen- und innenpolitischer Konfliktherde, die eine Stabilisierung und Konsolidierung der jungen Staaten aufs äußerste erschwerten. Die politische Zerrissenheit Südosteuropas hat die Etablierung zunächst der nationalsozialistischen, dann der sowjetischen Hegemonie in weiten Teilen der Region erleichtert.
Die rund vier Jahrzehnte währende Teilung von Südosteuropa in einen westlichen (Griechenland, Türkei) und einen sozialistischen Teilraum (Jugoslawien, Rumänien, Bulgarien und Albanien mit unterschiedlichen Sozialismusmodellen) hat die Gesamtregion freilich weitaus weniger geprägt als die jahrhundertelang gewachsenen historischen Strukturen. Letztere sind Anfang der 1990er Jahre beim Zerfall Jugoslawiens – und damit desjenigen Staates, der die Vielfalt Südosteuropa geradezu exemplarisch widerspiegelte – politisch wirksam instrumentalisiert worden. (Siehe auch Jugoslawienkriege)

### Pluralität
Wer immer den Versuch unternahm, das Verbindende und Besondere Südosteuropas als historische Region zu formulieren, verwies an erster Stelle auf die Vielfalt in der Einheit beziehungsweise darauf, dass „gerade die für Südosteuropa typische Pluralität in Hinsicht der landschaftlichen Verklammerung, der sprachlichen und ethnischen Auffächerung, des kulturellen und sozialen Formenreichtums eine unverwechselbare südost-europäische Physiognomie herausmodelliert“ habe (Bernath).
Konstitutives Element des Regionalverständnisses ist somit die sich wechselseitig überlappende und durchdringende Vielfalt mit ethnisch und kulturell „fließenden“ Grenzräumen, deren Existenz Nationalisten oft ein Dorn im Auge ist.